# 七兵衛山
七兵衛山（しちべいやま）は兵庫県神戸市東灘区本山町にある六甲山系の標高462mの山。

## 概要
七兵衛山は、住吉川の谷（五助橋断層）を挟んで六甲山主稜線の南側に位置する稜線上の山である。この五助橋断層南側の稜線には、西から打越山、七兵衛山、荒地山、ごろごろ岳、観音山などがある。
山頂は神戸市街地・大阪湾方面に視界が開け、ベンチが並ぶ休憩処となっている。

## 登山道
主な登山道は、東灘区住吉台のエクセル東バス停付近の登山口より住吉川沿いに五助堰堤方向へ約15分行き、石切道分岐より打越山の山頂まで約30分（登り）、打越峠を越えて七兵衛山の山頂まで約20分。または、魚屋道の横池分岐付近より七兵衛峠を経由して七兵衛山まで約35分。
- 住吉台エクセル東バス停 ー(5分)→ 登山口・林道入口 ー(15分)→ 石切道分岐 ー(30分)→ 打越山 ー(10分)→ 打越峠 ー(10分)→ 七兵衛山
- 芦屋川駅 ー(40分)→ 高座の滝 ー(40分)→ 風吹岩 ー(15分)→ 魚屋道・打越山分岐 ー(25分)→ 七兵衛峠 ー(5分)→ 七兵衛山
- 岡本駅 ー(45分 八幡谷)→ 山の神 ー(20分)→ 七兵衛山

※所要時間（標準コースタイム）は参考例